# Gordon Langford
Gordon Langford, geboren Gordon Maris Colman (Edgware, 11 mei 1930 – Devon, 18 april 2017), was een Brits componist, arrangeur, trombonist en pianist. Alhoewel hij vooral als componist en arrangeur in de brassbandwereld en voor koperensembles bekend is, won hij in 1971 met zijn mars vanuit de Colour Suite voor orkest de Ivor Novello prijs.

## Levensloop
Langford kreeg op vijfjarige leeftijd pianoles. Toen hij negen jaar was, werd zijn eerste compositie in een openbaar concert uitgevoerd. Twee jaar later had hij zelf zijn debuut als piano solist met een uitvoering van het Concert nr. 23 in A majeur voor piano en orkest, KV 488 van Wolfgang Amadeus Mozart. Vanaf 1947 kon hij met een studiebeurs piano, trombone en compositie aan de Royal Academy of Music in Londen bij onder anderen Norman Demuth (compositie) studeren.
Gedurende zijn dienst in het Britse leger was hij trombonist van de Royal Artillery Band in Woolwich. Met deze militaire muziekkapel trad hij ook als solopianist in een BBC-live-uitzending in 1951 op. Vervolgens werkte hij als pianist voor diverse orkesten, balletscholen en in restaurants, als trombonist was hij lid van een reisoperagezelschap (D'Oyly Carte Opera Company), speelde als vibrafonist met een jazzgroep en was lid van een bordorkest op een schip. In de jaren 1960 was hij werkzaam als pianist, arrangeur en componist voor diverse BBC-programma's zoals Music in the Air, Melody around the World, Lines From My Grandfather's Forehead, Thanks for the Memory, Friday Night Is Music Night, The Radio Orchestra Show en At the Piano. Verder verzamelde hij ervaring in de organisatie en programmering van de Light Music Festivals in de Royal Festival Hall in Londen.
Als arrangeur bewerkte hij meerdere stukken voor de bekende a capellagroep The King's Singers. Als componist is hij vooral bekend voor zijn talrijke werken voor brassband en voor het bekende koperensemble Philip Jones Brass Ensemble. Voor verschillende filmmuziek van een aantal andere componisten (Henry Mancini, Jerry Goldsmith, John Williams etc.) maakte hij de orkestratie. Hij won twee keer de compositiewedstrijd voor brassbands van de Europese Radio-unie met zijn composities Leviathan March en A Foxtrot between Friends. Naast de Ivor Novello prijs in 1971 ontving hij in 1994 de "Gold Badge of Merit (Gouden teken van Verdienste)" van de British Academy of Songwriters, Composers and Authors. In 2011 werd hij onderscheiden met een Fellowship of the Royal Academy of Music (FRAM).
Gordon Langford overleed in 2017 op 86-jarige leeftijd in zijn woning in Devon.

## Composities

### Werken voor orkest
- 1965 Four Movements, voor strijkorkest
  1. Allegretto con moto – (Sempre con moto) – A tempo 1
  2. Andante
  3. Tempo di minuetto – Trio
  4. Allegro moderato
- 1965 Spirit of London, ouverture voor orkest
- 1966 Colour Suite, voor orkest
  1. Pastorale: Slowly and gently – Poco agitato – A tempo (Tranquillo) – Con moto – A tempo
  2. March: Moderato[3]
- 1970 Greenways, voor strijkorkest[4]
- 1973 First Suite of Dances, voor orkest
  1. Rectangular dance: Allegro vivo
  2. Waltz: Moderato con moto – Tempo di valse
  3. Tango: Andante con moto – Poco agitato – Meno mosso – Tempo 1 – Meno mosso
  4. Gigue: Allegro vivace
- 1979 Concertino, voor trompet en orkest
- 1981/1995 Fanfare and Ceremonial Prelude, voor orkest
- 1988 The Hippodrome Waltz
- 1994 Grand Fantasia on La Boheme, voor orkest – gecomponeerd voor de 100-jaarviering van de Henry Wood Promenade Concerten in de Royal Albert Hall in 1994
- 1997 A Song for all Seasons, fantasie voor piano en orkest
- A Christmas Fantasy, voor gemengd koor en orkest
- A French Folk Song Suite, voor strijkorkest
- Branch Line, voor orkest
- Capriciello – March, voor strijkorkest
- Chanson d'ete – Tempo di Bolero, voor orkest, harp, celesta en gitaar
- Cirrus, voor piano en orkest
- Comedietta, voor orkest
- Friendly Street, voor orkest[5]
- Gallopedie – Dance, voor orkest
- Hebridean Hoe-down, voor orkest – gebaseerd op Cockle Gatherer & Birds at the Fairy Fulling
- Recollections – Elegiac Waltz, voor orkest
- Reflections, voor dwarsfluit, althobo en strijkorkest
- Royal Daffodil (Dazzling Daffodils), voor orkest[6]
- Say it with Music, medley voor orkest[7]
- Seventies Set – March, voor orkest
- The Great Wall, voor orkest
- Theme and Diversions, voor accordeon en orkest

### Werken voor harmonieorkest of brassband
- 1967 Merry Mancunians: March, voor brassband
- 1968 A North Country Fantasy, voor brassband
- 1968 Blow the Wind Southerly, voor brassband
- 1968 Famous British Marches, voor brassband
- 1969 Fantasy on British Sea Songs, voor brassband – ook in een versie voor harmonieorkest
- 1969 Prince of Wales March, voor harmonieorkest
- 1970 When the Saints Go Marching In, voor brassband – ook in een versie voor harmonieorkest
- 1971 Believe me if all those endearing young Charms, voor kornet en brassband
- 1971 Our Boys will shine tonight, voor brassband
- 1972 A New World Fantasy, voor brassband
- 1972 Pacemakers March, voor brassband – ook in een versie voor harmonieorkest
- 1973 Blaydon Races, voor eufonium en brassband
- 1973 Charly is My Darling (Scottish Air), voor brassband
- 1973 Loch Lomond & Comin' through the Rye, voor brassband
- 1973 Men of Harlech, voor brassband
- 1973 My Love is Like a red, red Rose, voor brassband
- 1973 The British Grenadiers, voor brassband
- 1973 The Girl I left Behind, voor brassband
- 1973 The Minstrel Boy, voor brassband
- 1974 The Seventies Set: March, voor brassband – ook in een versie voor harmonieorkest
- 1975 Rhapsody, voor trombone en brassband[8] – ook in een versie voor trombone en harmonieorkest
- 1975 Sinfonietta, voor brassband
  1. Allegro ma non troppo
  2. Andante
  3. Allegro vivo
- 1976 A Christmas Fantasy, voor gemengd koor en brassband – ook in een versie voor gemengd koor en harmonieorkest
- 1976 Billy Boy – Traditional North Country Tune, voor brassband
- 1976 Prelude and Fugue, voor brassband[9]
- 1976 Salute to the Six, voor 3 kornetten, 3 trombones en brassband
- 1976 Sarie Marais – South African Traditional Song, voor brassband
- 1976 The Irish Washerwoman, voor brassband
- 1977 Harmonious Variations on a Theme by Handel, voor brassband[10]
- 1977 Rhapsody on Sea Shanties, voor brassband – ook in een versie voor harmonieorkest
- 1978 Carnival Day March, voor brassband
- 1978 Cushy Butterfield, voor brassband

- 1978 European Fantasy – A Collection of Airs and Dances from Europe, voor brassband
- 1978 Land of My Fathers, voor brassband
- 1978 Metropolis Overture, voor brassband
- 1978 Scarboro' Fair, voor trombone (of twee trombones) en brassband
- 1978 The Boy from Menaem (A Frisian air), voor brassband
- 1978 The Titan March, voor brassband
- 1978 Widecombe Fair, voor brassband
- 1979 An Australian Fantasy, voor brassband
  1. Bound for South Australia
  2. The Drover's dream
  3. Botany Bay
  4. Click go the shears
  5. Waltzing Matilda
- 1979 Bobby Shaftoe, voor brassband
- 1979 Leviathan March, voor brassband – ook in een versie voor harmonieorkest
- 1979 Strauss Fantasy, voor brassband
- 1979 Three Haworth Impressions: Suite, voor brassband[11]
  1. Top withens
  2. Three bells
  3. The Worth Valley Railway
- 1980 Chequerboard March, voor brassband
- 1980 Rhapsody, voor kornet en brassband
- 1981 A Summer Scherzo, voor brassband
- 1981 Endeavour, voor brassband
- 1981 London Scherzo, voor brassband – ook in een versie voor harmonieorkest
- 1981 Sarabande en bleue, voor trombone en brassband
- 1982 Celebrations: Overture, voor brassband
- 1982 Dem Bones, voor 3 trombones en brassband
- 1982 Three Hymn Tunes, voor brassband
  1. Jerusalem the Golden
  2. Old Hundredth (All People that on Earth do Dwell)
  3. Aberystwyth (Jesus, Lover of My Soul)
- 1982 Three Songs of the South, voor brassband
  1. Deep River
  2. Go Down Moses
  3. Carry Me Back to Old Virginny
- 1983 A Scottish Fantasy, voor brassband
- 1983 Sally in our Alley, voor bariton en brassband
- 1983 Sir Roger de Coverley, voor kornet en brassband

- 1983 The Fifth of August, voor brassband – gebaseerd op Brigg Fair
- 1985 A West Country Fantasy, voor brassband
- 1985 Sonata, Serenade and Scherzo, voor trombone en brassband
- 1986 All Through the Night, voor brassband
- 1988 CLEEA Centenary March, voor brassband
- 1989 A Foxtrot between Friends, duet voor kornet en eufonium met brassband
- 1989 The Gentle Maiden, voor brassband
- 1989 Trafalgar Square March uit de "London Miniatures Suite", voor harmonieorkest
- 1990 David of the White Rock – Traditional Welsh Air, voor brassband
- 1990 Greensleeves, voor brassband
- 1990 The Ashe Grove, voor brassband
- 1990 Waltzing Matilda – Traditional Australian Song, voor brassband
- 1992 A Russian Fantasy, voor brassband
- 1992 Trio con brio or The Three Tenor Horns, voor 3 tenorhoorns en brassband
- 1993 Facets of Glass, suite voor brassband – een opdracht van de Pilkington Northern Open Brass Band Championships at St. Helens
- 1996 Proclamation, voor bastrombone en brassband – ook in een versie voor bastrombone en harmonieorkest
- 1994 The Lark in the Clear Air, voor brassband
- A Song of Yorkshire, voor mannenkoor en brassband
- Battle of Britain March, voor harmonieorkest
- Caller Herring, voor brassband
- Drink to Me Only, voor Es-sopraankornet en brassband
- Fanfare & Ceremonial Prelude, voor brassband
- Fanfare for a Jolly Good Fellow, voor brassband
- God Bless the Prince of Wales, voor harmonieorkest
- Hooray for Our Side, voor harmonieorkest
- Illkley Moor Baht'at, voor brassband
- Lincolnshire Poacher, voor brassband
- Marching with Sousa, voor brassband
- Nobody Knows the Trouble I See, voor trombone en brassband
- New Horizons (Romance and Scherzo), voor harmonieorkest
- Phil the Fluter's Ball, voor brassband
- Scottish Lament (Auld Lang Syne & Will Ye No Come Back Again), voor brassband
- Steven Forster Fantasy, voor brassband
- Sullivan Fantasy, voor brassband
- Three Yorkshire Songs, voor 2 solisten, mannenkoor en brassband
- Variation on "Ilkley Moor Baht'at", voor brassband
- Welsh Fantasy, voor brassband – ook in een versie voor harmonieorkest

### Werken voor koperensemble
- 1985 London Miniatures, suite voor 4 trompetten, 4 trombones, hoorn en tuba
  1. London Calls[12]
  2. Soho[13]
  3. Green Park[14]
  4. Trafalgar Square[15]
  5. Centaph[16]
  6. Horseguards Parade[17]
- For those in Peril on the Sea
- Harmonious Variations on a Theme by Handel, voor symfonisch koperensemble
- Prelude, Polonaise & Promenade, voor koperkwintet

### Vocale muziek

#### Werken voor koor
- 1986 Jingle bells, voor gemengd koor (SATTBB) a capella
- 1988 King Hal, voor mannenkoor en piano – tekst: Hugh Chesterman
- All Through the Night, voor mannenkoor en orgel
- Americana, voor vocaal sextet
- Blow Away the Morning Dew, voor mannenkoor en jazz trio
- Born for Us, voor unisono koor met optioneel gemengd koor en orgel
- Bugeilio’r Gwenith Gwyn, voor mannenkoor
- Dashing Away with the Smoothing Iron, voor mannenkoor
- David of the White Rock, voor mannenkoor en harp
- Deck the Halls, voor mannenkoor
- Drummer and the Cook, voor gemengd koor
- God Bless the Prince of Wales, voor mannenkoor en orgel
- Greensleeves, voor gemengd koor en harp (of piano)
- Highflight, voor zangstem en harmonieorkest – tekst: John Magee
- Hoby Deri Dando, voor mannenkoor
- In praise of Paris, voor vocaal sextet
- King Arthur, voor gemengd koor
- Land of My Fathers, voor mannenkoor en orgel
- Linstead Market, voor mannenkoor en jazz trio
- Men of Harlech, voor mannenkoor en orgel
- Queen of the Shepherds, voor gemengd koor en piano
- Shenandoah, voor mannenkoor en jazz trio
- Sweet Blossom, voor gemengd koor (of vocaal kwartet)
- The Ash Grove, voor mannenkoor en harp (of piano)
- The Christmas Gift, voor gemengd koor en orgel
- The Lass of Richmond Hill, voor mannenkoor
- The Oak and the Ash, voor mannenkoor en jazz trio
- Wee Cooper of Fife, voor mannenkoor
- Y Gelynen, voor mannenkoor

#### Liederen
- A Final Love Song, voor bas en piano
- Sweet Blossom, voor sopraan solo (of tenor solo)

### Kamermuziek
- 1969 Ballade, voor viool en piano
- 1988 Concertino, voor trompet en piano
- A Secret Serenade, voor viool, cello en piano
- Blaaskwintet
- Bobby, Barbara and Roger, voor dwarsfluit, hobo en klarinet
- Cantilena, voor hobo en piano
- Chansonette, voor klarinet en piano
- Con eleganza, voor saxofoonkwartet
- Divertimento, voor saxofoonkwartet
- Four Scottish Impressions, voor klarinet en piano
- Petite Suite, voor hobo en strijkkwartet
- Proclamation, voor bastrombone en piano
- Rhapsody, voor trombone en piano
- Sheba Quartet, voor hobo, klarinet, fagot en piano
- Sonatina, voor viool en piano
- Variations on an Irish Folk-Song, voor klarinet en strijkkwartet (of piano)
- Wind Trio "Three Ladies", voor dwarsfluit, hobo, klarinet en optioneel piano

### Werken voor piano
- Abendlied
- Suite for Piano Duet – dit werk is identiek met het "Divertimento" voor saxofoonkwartet

### Werken voor gitaar
- Reflections